# 수레로
수레로(Sure-ro)는 경기도 남양주시 와부읍 덕소삼거리에서 남양주 화도읍 창현아파트단지입구 교차로까지 연결하는 도로이다.

## 주요 경유지
경기도
- 남양주시 (와부읍 - 화도읍)

## 노선
| 이름                          | 접속 노선                        | 소재지        | 소재지        | 비고          |
| 덕소로와 직결                 | 덕소로와 직결                    | 덕소로와 직결 | 덕소로와 직결 | 덕소로와 직결 |
| ----------------------------- | -------------------------------- | ------------- | ------------- | ------------- |
| 덕소삼거리                    | 덕소로                           | 남양주시      | 와부읍        |               |
| 월문사거리                    | 국가지원지방도 제86호선 (석실로) | 남양주시      | 와부읍        |               |
| 월문교                        |                                  | 남양주시      | 와부읍        |               |
| 삼화교                        |                                  | 남양주시      | 와부읍        |               |
| 월문삼거리                    | 고래산로                         | 남양주시      | 와부읍        |               |
| 선원교                        |                                  | 남양주시      | 와부읍        |               |
| 수레넘어고개                  |                                  | 남양주시      | 와부읍        |               |
|                               | 화도읍                           | 남양주시      |               |               |
| 차산1교삼거리                 | 재재기로                         | 남양주시      |               |               |
| 영남아파트입구 교차로         | 수레로1120번길                   | 남양주시      |               |               |
| 창현 교차로 (덕소삼패 나들목) | 제60호선 서울양양고속도로        | 남양주시      |               |               |
| 창현교                        |                                  | 남양주시      |               |               |
| 창현초등학교 교차로           | 녹촌로 창현로                    | 남양주시      |               |               |
| 창현아파트단지입구 교차로     | 경춘로 비룡로                    | 남양주시      |               |               |
| 비룡로와 직결                 |                                  |               |               |               |

## 주요 건물 및 시설
- 농협 와부농협 본점 (수레로 11/덕소리 479-10)
- SK텔레콤 알리바바 대리점 덕소2직영점 (수레로 12/덕소리 480-13)
- 덕소초등학교 (수레로 17/덕소리 431-1)
- KT덕소빌딩 (수레로 41/덕소리 195-1)
- 세븐일레븐 덕소2호점 (수레로 48/덕소리 141-92)
- 기아자동차 기아오토큐 덕소모터스 (수레로 52/덕소리 141-1)
- 현대자동차 블루핸즈 덕소점 (수레로 74/덕소리 187-3)
- CU덕소사랑점 (수레로 75/덕소리 208-1)
- 기아오토큐 덕소점 (수레로 77/덕소리 184-6)
- 이마트24 덕소점 (수레로 88/덕소리 177-20)
- SK에너지 갑산주유소 (수레로 290/월문리 495-4)
- 알뜰 남양주스마일주유소 (수레로 295/월문리 521-2)
- 이마트24 남양주월문점 (수레로 310/월문리 503-8)
- 세븐일레븐 덕소월문점 (수레로 321/월문리 511-3)
- HD현대오일뱅크 덕소마석간 충전소 (수레로 400/월문리 402-2)
- 남양주월문초등학교 (수레로 519/월문리 269-1)
- GS칼텍스 월문주유소 (수레로 602/월문리 153-1)
- 월문2리마을회관 (수레로 603/월문리 158-6)
- 이마트24 월문중앙점 (수레로 647/월문리 184-1)
- CU 남양주 월문점 (수레로 656/월문리 182-19)
- 현대모터스 (수레로 665/월문리 117)
- 차산1리마을회관 (수레로 981/차산리 771-3)
- 세븐일레븐 남양주차산점 (수레로 1096/차산리 75)
- SK에너지 광암셀프주유소 (수레로 1100/차산리 76-2)
- CU 화도차산점 (수레로 1106/차산리 76-1)
- 스타벅스 남양주화도DT점 (수레로 1137/차산리 97-3)
- GS25 창현이안점 (수레로 1168/창현리 672-6)
- 투썸플레이스 남양주화도점 (수레로 1180/창현리 646-7)
- GS칼텍스 성수주유소 (수레로 1186/창현리 646-25)